# Christian Ulmen
Christian Ulmen (ur. 22 września 1975 w Neuwied) – niemiecki dziennikarz, prezenter telewizyjny, satyryk, producent, aktor i pisarz.

## Filmografia

### Filmy fabularne
- 2002: Przegraj swoją młodość (Verschwende deine Jugend) jako Wieland Schwarz
- 2003: Herr Lehmann jako Herr Lehmann
- 2004: Status Yo!
- 2005: Der Fischer und seine Frau jako Otto
- 2005: Cząstki elementarne (Elementarteilchen) jako Michael Djerzinski
- 2006: FC Venus – Elf Paare müsst ihr sein jako Paul Bruhn
- 2006: Twardziel (Knallhart) jako mężczyzna (Cameo)
- 2007: Alicja w Krainie Czarów (Alice im Niemandsland) jako Frank
- 2008: Robert Zimmermann wundert sich über die Liebe
- 2009: Wesele w Campobello (Maria, ihm schmeckt’s nicht!) jako Jan
- 2009: Faceci w wielkim mieście (Männerherzen) jako Günther Stobanski
- 2010: Jerry Cotton jako Phil Decker
- 2010: Weselna Polka (Hochzeitspolka) jako Frieder Schulz
- 2010: Vater Morgana jako Lutz Stielike
- 2010: Marmaduke – pies na fali (Marmaduke) jako Marmaduke (dubbing)
- 2010: 3faltig jako narciarz biegowy
- 2011: Wickie auf großer Fahrt jako Ritter 2
- 2011: Jonas – Stell dir vor, es ist Schule und du musst wieder hin!
- 2011: Faceci w wielkim mieście 2 (Männerherzen … und die ganz ganz große Liebe) jako Günther Stobanski
- 2011: Einer wie Bruno jako Bruno Markowitsch
- 2012: Ralph Demolka (Ralph reichts) jako Randale-Ralph (głos)
- 2012: Wer’s glaubt, wird selig jako Georg
- 2014: Alles ist Liebe jako Viktor
- 2015: Ursus jako Helmut Murnau
- 2015: Becks letzter Sommer jako Robert Beck
- 2015: Macho Man jako Daniel Hagenberger
- 2015: Hugo i łowcy duchów (Gespensterjäger) jako Phil Thompson / Till Tomsky
- 2015: Ups! Arka odpłynęła (Ooops! Noah is Gone...) jako (głos)
- 2016: Antonio, ihm schmeckt’s nicht! jako Jan
- 2016: Mullewapp - Eine schöne Schweinerei jako Benny Blauholz (głos)

### Seriale TV
- 1998–99: MTV Alarm jako gospodarz
- 2000: Unter Ulmen jako gospodarz
- 2004: Ulmens Auftrag jako gospodarz
- 2005: Rosa Roth jako Harald Förster
- 2006: Die ProSieben Märchenstunde jako Hans
- 2007-2008: Dr. Psycho - Die Bösen, die Bullen, meine Frau und ich jako dr Max Munzl
- 2008: Ulmen.tv - głos
- 2010: Die Snobs - Sie können auch ohne dich jako Astor
- 2010–2011: Stuckrad Late Night jako Uwe Wöllner
- 2013: Who Wants to Fuck My Girlfriend? jako Uwe Wöllner
- 2013-2017: Tatort (Miejsce zbrodni) jako Lessing